# Johann Georg Frech
Johann Georg Frech (* 17. Januar 1790 in Kaltental; † 23. August 1864 in Esslingen am Neckar) war ein deutscher Musikdirektor, Komponist und Organist.

## Leben
Frech war der Sohn eines Uhrmachers und Orgelbauers. Er besuchte bis zu seinem 13. Lebensjahr die Schule, anschließend das Gymnasium in Stuttgart und nahm Unterricht in Musik.
Im Jahre 1806 wurde er Lehrgehilfe in Degerloch, während er weiterhin in Stuttgart Musik studierte. 1811 ging er als Lehrgehilfe nach Esslingen und wurde 1812 Musiklehrer am neuerrichteten Esslinger Lehrerseminar. Im Jahre 1820 erhielt er das Amt eines städtischen Musikdirektors und Organisten an der Hauptkirche in Esslingen, wo er bis zu seinem Ruhestand im Jahre 1860 verblieb. Sein Amtsnachfolger wurde Christian Fink.
Frech nahm eine bedeutende Rolle im württembergischen Kirchengesang gemeinsam mit Konrad Kocher und Friedrich Silcher ein. Er schuf gemeinsam mit den vorgenannten „Das Württembergische Choralbuch“ von 1828 und war Mitherausgeber des „Württembergischen Choralbuchs“ von 1844.
Frech komponierte unter anderem sechs Symphonien, viele Chorwerke, darunter 22 Choräle für die Württembergischen Choralbücher, 67 Kantaten, eine Oper, das Oratorium „Abraham auf Moria“ sowie einige Orgelwerke.
Im Stuttgarter Stadtteil Kaltental wurde eine Straße nach Frech benannt.

## Hörbeispiel
Orgelvariationen über den Choral Lobe den Herren; gespielt von Siegfried Gmeiner auf der Heintz-Orgel der Kreuzkirche, Illerrieden.